# 卢贞
卢贞，字子蒙，唐朝官员。
官度支员外郎、河南尹。开成四年（839年）闰正月，以大理卿卢贞为福建观察使。
《全唐诗》卷四六三录其诗二首：《和白尚书赋永丰柳》、《和刘梦得岁夜怀友》。《全唐文》录其《广成宫碑记》一文。